# 清順
清順（せいじゅん、生年不詳 - 永禄9年4月3日（1566年4月22日））は、戦国時代の臨済宗尼僧。伊勢神宮の式年遷宮復興に尽力した。慶光院3世住持。

## 経歴
一説に近江国の近江源氏・山本義里の血族出身とも言われるが、『慶光院旧記』には紀州出身との記述があり、現在の三重県熊野市紀和町に「奥氏の娘・多岐姫が出家して清順と名乗った」との言い伝えがあるという。また『壬生家文書』の「永禄六年外宮正遷宮御神宝目録」にも清順が紀伊国出身との記述があることから、紀伊熊野出身である可能性が高いとされる。
師である慶光院2世・宝山智珪は天文15年（1546年）に熊野で没したと伝わっている。翌天文16年（1547年）に清順に対して上人号を許す旨の後奈良天皇からの綸旨が残っているが、この宛先が紀伊国となっており、この当時はまだ紀州に居たと考えられる。
清順は五十鈴川にかかる宇治橋の架け替えのために諸国行脚をして勧進を行い天文18年（1549年）に架け替えを成した。その報に触れた後奈良天皇は天文20年（1551年）再び綸旨をもって清順の庵に「慶光院」の号を許した。
続いて正遷宮再興のための勧進をすべく、清順は知人の御師から外宮神主を通じて長官・一禰宜の松木備彦にその意向を伝えた。天文22年（1553年）5月になって勧進を認める解状が奉じられ、各地の武家に対して造営費用の協力を求める書状が一禰宜から送られるなど遷宮復活の動きが活発化した。天文24年（1555年）4月に正遷宮の最初の祭礼である山口祭が実施されたのを皮切りに諸々の祭礼が行なわれ、永禄6年（1563年）9月23日に外宮遷宮を斎行するに至った。この遷宮にあたり清順は伊勢国司・北畠具教に面会して、伊勢・近江の間にある関所を一ヶ月に渡って開放させている。
清順は続いて内宮遷宮のための勧進を計画するが永禄9年（1566年）に入寂。内宮遷宮の勧進は4世周養によって行なわれ、天正13年（1585年）10月に外宮と同時に斎行された。
その功績により、1905年（明治38年）11月18日、従三位を追贈された。